# اشلی هارتمن
اشلی هارتمن (انگلیسی: Ashley Hartman؛ زادهٔ ۳۱ اوت ۱۹۸۵) یک هنرپیشه، و خواننده اهل ایالات متحده آمریکا است.